# Зеленият велосипед
Зеленият велосипед (на арабски: وجدة) е саудитски филм, написан и режисиран от Хайфа ал-Мансур. Това е първият филм заснет изцяло в Саудитска Арабия и първият пълнометражен филм, режисиран от саудитска жена. Печели множество награди по филмови фестивали по света. Филмът е избран да представи Саудитска Арабия на 86-те награди на филмовата академия на САЩ „Оскар“ в категорията „Най-добър чуждоезичен филм“, но не е номиниран. Печели номинация за чуждоезичен филм на 67-те награди БАФТА.

## Сюжет
Единадесетгодишното саудитско момиче Уаджда мечтае да притежава зелен велосипед, който вижда всеки ден на път за училище. Уаджда иска да се състезава с приятеля си Абдула, момче от квартала, но карането на колело от момичета не се гледа с добро око и майка ѝ отказва да ѝ купи. Тя е разсеяна в опитите си да убеждава мъжа си да не се омъжва за втора жена и Уаджда се опитва да намери пари като продава касети с музика, ръчно изплетени гривни.
След като директорката на училището ѝ се скарва, Уаджда решава да участва в състезанието по рецитиране на Корана, наградата за което е 1000 риала (около 460 лв.). Опитите ѝ да наизусти стихове впечатляват учителката ѝ, но когато Уаджда печели състезанието шокира всички, като им казва за какво възнамерява да изхарчи парите. Директорката ѝ казва, че вместо това парите ще се дарят на държавата Палестина.
Уаджда се прибира вкъщи и научава, че баща ѝ си е взел втора жена и майка ѝ ѝ е купила зеления велосипед от магазина за играчки.

## Актьори
- Рим Абдула – майка
- Уад Мохамед – Уаджда
- Абдулрахман Алгохани – Абдула
- Султан ал-Асаф – баща
- Нуф Саад – учителка по Коран